# Burdimo
Burdimo (en serbe cyrillique : Бурдимо) est un village de Serbie situé dans la municipalité de Svrljig, district de Nišava. Au recensement de 2011, il comptait 293 habitants.

## Démographie
| 1948  | 1953  | 1961  | 1971  | 1981 | 1991 | 2002 | 2011 |
| ----- | ----- | ----- | ----- | ---- | ---- | ---- | ---- |
| 1 357 | 1 348 | 1 260 | 1 010 | 809  | 601  | 406  | 293  |

|  |